# New Concord
New Concord är en ort (village) i Muskingum County i Ohio. Vid 2010 års folkräkning hade New Concord 2 491 invånare.

## Kända personer från New Concord
- David W. Stewart, politiker